# Oxymycterus hiska
Oxymycterus hiska là một loài động vật có vú trong họ Cricetidae, bộ Gặm nhấm. Loài này được Hinojosa, Anderson, & Patton mô tả năm 1987.